# François Pierre Rodier
François Pierre Rodier (1854-1913) là một người Pháp từng giữ nhiều chức vụ như Thống đốc của thuộc địa Pháp ở Ấn Độ, Nam Kỳ, Reunion và nhiều nơi ở Châu Phi.

## Tiểu sử
François Pierre Rodier, sinh năm 1854 tại Toulouse. Năm 1872 học ở trường École Polytechnique.

## Sự nghiệp
Năm 1877, Rodier tham gia quân đội Pháp với chức vụ trung úy, rồi đội trưởng trong năm 1880. Sau đó ông rời ngũ để phục vụ cho các chính quyền thuộc địa ở Đông Dương (1894 – 1895).
Tiếp theo, ông lần lượt giữ các chức vụ như: Thống đốc đầu tiên ở các cơ sở của Pháp thuộc Ấn Độ (1898 - 1902), Thống đốc Nam Kỳ (1902 - 1906).
Năm 1910, ông sang cai trị ở đảo Reunion. Ở đảo này, ông tiến hành các biện pháp "mị dân" để xoa dịu sự phẫn nộ của nhân dân với chính quyền thuộc địa: lập các dự án mới, xây trường học, đào ao cung cấp nước tưới nông nghiệp ở Saint Paul, xây dựng mạng điện thoại đầu tiên và điện báo, cây cầu, máy sấy Ravin, tuyến đường sắt và xe điện, thiết lập mạng lưới bệnh viện để chữa bệnh cho dân chúng - nhất là sốt rét với 33,5% các ca đã tử vong.
Mặc dù chính sách của ông có phần bị vấp phải sự phản đối của không ít cư dân Pháp kiều và quan chức - những người này cho rằng chính quyền không được can thiệp quá sâu vào công việc của các quan chức Pháp thuộc địa.
Năm 1911, hai nhà trí thức là Creole Marius và Ary Leblond đến tòa giám mục (từng thuộc sở hữu của một cựu thị trưởng ở Saint-Denis), xin Thống đốc Rodier cho phép thành lập Bảo tàng Leon Dierx (trên nền của tòa giám mục) và được Thống đốc chấp thuận. Ngày 25/8/1910, Bảo tàng chính thức được thành lập theo Sắc lệnh của ông; sự ra đời của Bảo tàng này là một phần của tống thể khuôn khổ của cuộc chinh phục văn hóa Pháp ở đảo này bởi các trí thức người Pháp. Với vị trí đặc biệt của nó trên các đường phố được xây dựng theo kiểu phương Tây, Bảo tàng trở thành trung tâm thu hút nhiều khách tham quan. Thêm vào đó, các điền chủ và địa chủ Pháp đua nhau xây dựng nhà cửa nguy nga rộng lớn. Cùng năm đó (1910), người dân đảo này đã lập một phái đoàn "sáng kiến" dưới quyền của Vincent Boyer de la Giroday, có nhiệm vụ cố vấn cho chính quyền thuộc địa phương sách cai trị thuộc địa.
François Pierre Rodier rời Reunion và ủy thác quyền cai trị đảo này cho Hubert Auguste Garbit (sau đó ông này làm Thống đốc Madagascar). Ngày 28/9/1913, Rodier được cử làm Tổng đốc Pháp ở châu Phi xích đạo và qua đời hai tháng sau đó (5/11/1913).